# ريدفو
وإسمه الكامل ستيفان كيندال غوردي (بالإنجليزية: Stefan Kendal Gordy) وإسمه الفني ريدفو (بالإنجليزية: Redfoo) وهو مغني وراقص و منتج تسجيلي و دي ورابر أمريكي ولد في يوم 3 سبتمبر 1975 في مدينة لوس أنجلوس في ولاية كاليفورنيا في الولايات المتحدة شكل مع ابن أخيه سكاي بلو فرقة إل إم إف أي أو وكان لهذا المغني في 2012 علاقة مع لاعبة التنس البيلاروسية فيكتوريا ازارينكا.

## روابط خارجية
- ريدفو على موقع IMDb (الإنجليزية)
- ريدفو على موقع ألو سيني (الفرنسية)
- ريدفو على موقع ميوزك برينز (الإنجليزية)
- ريدفو على موقع أول ميوزيك (الإنجليزية)
- ريدفو على موقع ديسكوغز (الإنجليزية)
- ريدفو على موقع ديسكوغز (الإنجليزية)
- ريدفو على موقع ديسكوغز (الإنجليزية)
- ريدفو على موقع قاعدة بيانات الفيلم (الإنجليزية)
- ريدفو على موقع كينوبويسك (الروسية)
- ريدفو على موقع رابطة محترفي التنس (الإنجليزية)
- ريدفو على موقع الاتحاد الدولي لكرة المضرب (الإنجليزية)